# Killing Me Softly (filme)
Killing Me Softly (br: Mata-me de Prazer ) é um filme estadunidense de 2002, dirigido por Chen Kaige, estrelado por Heather Graham e Joseph Fiennes e baseado em um romance homônimo de Nicci French, que introduz grandes mudanças no script da história, destacando fortemente a intensa relação sexual entre os personagens principais.

## Sinopse
Alice (Heather Graham) acredita que está feliz em um emprego estável e um relacionamento de um ano com seu noivo. No entanto, após um encontro casual com um misterioso homem (Joseph Fiennes), ela o procura e os dois acabam fazendo sexo. Ela volta para casa do seu namorado, na esperança de trazer os mesmos sentimentos que teve com seu estranho amante. No dia seguinte, ela procura o estranho novamente, descobrindo que seu nome é Adam - um alpinista que é considerado um herói após uma trágica excursão na qual uma equipe de alpinistas perdeu a vida. Ela então deixa seu namorado e começa uma relação com Adam. Alice começa a receber telefonemas fantasmas, logo Adam a pede em casamento e, no dia da cerimonia, ela recebe uma carta anônima avisando para tomar cuidado com o seu esposo, ela ignora o escrito e os dois se casam. Logo depois, Alice começa a receber mais cartas e começa a se perguntar sobre o misterioso passado de seu marido e por que ele nunca menciona nada de seu passado com ela, ficando ainda mais alarmada quando ela procura uma sala fechada e encontra uma caixa de cartas antigas de uma ex-amante. Depois de várias ligações, Alice descobre quem está enviando as advertências e fica sabendo que uma mulher do passado de Adam tinha desaparecido. Ela suspeita que ele tinha algo a ver com isso e, eventualmente, foge dele. Ela procura a polícia, mas eles não podem fazer nada sem provas. O filme termina e Alice descobre que Adam realmente não era o homem que ela achava que ele era.

## Elenco
- Heather Graham (Alice)
- Joseph Fiennes (Adam)
- Natascha McElhone (Deborah)
- Ulrich Thomsen (Klaus)
- Ian Hart (Policial)
- Jason Hughes (Jake)
- Kika Markham (Mrs. Blanchard)
- Amy Robbins (Sylvie)
- Yasmin Bannerman (Joanna)
- Rebecca Palmer (Michelle)